# 鄒炳文
鄒炳文（?—?），江西省瑞州府新昌縣人，清朝政治人物、同進士出身。
光緒十六年（1890年），参加光緒庚寅科殿試，登進士三甲96名。同年五月，著交吏部掣签，分发各省以知县即用。宣统3年（1911年），擔任清朝遵义府婺川縣知縣。后清朝灭亡，中华民国元年，仍当选县长，同年辞职。